# جوناتان بيرغرين
جوناتان بيرغرين (بالسويدية: Jonatan Berggren)‏ هو لاعب هوكي الجليد سويدي، ولد في 16 يوليو 2000 في أوبسالا في السويد.

## وصلات خارجية
- جوناتان بيرغرين على موقع دوري الهوكي الوطني (الإنجليزية)
- جوناتان بيرغرين على موقع EliteProspects.com (الإنجليزية)
- جوناتان بيرغرين على موقع Eurohockey.com (الإنجليزية)
- جوناتان بيرغرين على موقع HockeyDB.com (الإنجليزية)
- جوناتان بيرغرين على موقع Hockey-Reference.com (الإنجليزية)